# Grundtvigs Kirke
|  | Der findes også Grundtvigskirken i Esbjerg |
Grundtvigs Kirke (eller Grundtvigskirken) på Bispebjerg i København er en kirke bygget 1921-1940 til minde om præsten, digteren og folkeoplyseren N.F.S. Grundtvig.

## Historie
Der er for få eller ingen kildehenvisninger i dette afsnit, hvilket er et problem. Du kan hjælpe ved at angive troværdige kilder til de påstande, som fremføres.

Bygmesteren Peder Vilhelm Jensen Klint fik gennem to idékonkurrencer i 1912 og 1913 ideen om en kirke som minde over Grundtvig. Grundstenen på kirkens sydvestlige hjørne blev lagt på Grundtvigs fødselsdag den 8. september 1921. Fem murere byggede tårnet, der stod færdigt og blev indviet d. 11. december 1927 og kaldt Tårnkirken. Det blev anvendt som midlertidig kirke under færdiggørelsen af resten af kirken. Krypt og hovedskib blev påbegyndt i foråret 1928; Hele kirken blev indviet den 8. september 1940, nitten år efter grundlæggelsen.
P.V. Jensen Klint døde den 1. december 1930, og hans søn, arkitekt Kaare Klint, færdiggjorde byggeriet, herunder den store prædikestol, alteret, det lille orgel på nordvæggen og stolene, hvis model senere er blevet kendt verden over som spisebordsstole. Kaare Klints søn, Esben Klint, tegnede det store orgel i vest og lysekronerne, der giver et særligt varmt skær i murstensbygningen. Næsten alt i kirken er baseret på mursten, som var almuens og hverdagens byggematerialer. Der blev anvendt omkring 5 millioner af slagsen, men de er mange steder skåret i en bestemt form og er håndslebne for at fremkalde et silkeblødt skær. Tømrermester på byggeriet var Th. P. Stillinge.
Peder Vilhelm Jensen Klint og hans hustru Mathilde Caroline Pedersdatter Klints urner er indmuret i våbenhuset overfor Vinløvskrucifikset.

## Anne-Mette Gravgaards vurdering
Kirken er af kunsthistorikeren og præsten Anne-Mette Gravgaard blevet kaldt: en lys og elegant finale på historicismens arkitektur. De lyse gule mursten i Grundtvigskirken og P.V. Jensen Klints "landsby" i Bispebjerg er kommet til at præge hele bydelen, ved deres videre anvendelse.

## Udformning og mål
Kirkens monumentale udformning på toppen af Bispebjerg er inspireret af gotikken og de europæiske katedraler. Samtidig afspejler kirken også den middelalderlige, sjællandske landsbykirke. I målforholdene skulle der kunne findes hentydninger til Platons metafysik, således at de ”rette mål” afspejler det guddommelige og sande.
Kirken har en stor krypt, der tjener som menighedssal, og som under 2. verdenskrig blev brugt som beskyttelsesrum.
Der er 750 til 1.300 siddepladser i kirken. Oprindeligt var der 1.863 stole i kirken, fordelt på omkring 1.500 i kirkeskib og kor, samt omkring 150 på pulpituret i hvert sideskib. I dag er pulpiturerne ikke tilgængelige. Efter en omrokering er der nu 750 stole, men ved særlige lejligheder vil der være omkring 1.300 siddepladser.
| Grundens højde over havet            | 31 m  |
| Tårnets højde                        | 49 m  |
| Højden til tagryggen på midterskibet | 30 m  |
| Total længde med våbenhus og kor     | 76 m  |
| Bredden med sideskibe                | 35 m  |
| Højden af midterskibets hvælving     | 22 m  |
| Højden af sideskibenes hvælvinger    | 14 m  |
| Bredden af midterskibet              | 10 m  |
| Bredden af sideskibene               | 5,5 m |
| Længden med våbenhus og kor          | 70 m  |

## Vinløvskrucifikset
Grundtvigs Kirke rummer et egetræskrucifiks, som er tegnet og modelleret af Jensen Klint og hans datter Helle Klint Bentsen. Krucifikset viser en ung Jesus som er korsfæstet på solen, med vinranker der danner et slynget mønster som baggrund. Ved korsets fod står en mand til venstre og en kvinde til højre. Det er ikke tydeligt, om det er Jomfru Maria og Johannes Døberen, der er tale om, og nogle mener, at de to kunne symbolisere menigheden eller menneskeheden. Kaare Klint og P.V. Jensen-Klints hustru Mathilde stod formentlig model for figurerne, som er klædt som bønder.
På alterbordet står en syv-armet forgyldt egetræslyssestage, der ligesom døbefonten af Fakse-kalk, er tegnet af P.V. Jensen-Klint.
Orgelet har 55 stemmer og har piber der er 10 meter lange og landets største. Det blev tegnet af Esben Klint og bygget af Marcussen & Søn.

## Galleri
- Grundtvigs Kirke vinteren 2007
- Grundtvigs Kirke maj 2010

## Eksterne kilder og henvisninger
- Grundtvigs Minde-Kirke (om dens tilblivelse)
- Grundtvigs kirke i Arkitekturbilleder.dk Arkiveret 13. maj 2021 hos  Wayback Machine
- Grundtvigs Kirke hos KortTilKirken.dk
- Gorm Harkær, Kaare Klint, Klintiana, 2010